# استن کرونکی
انوس استنلی کرونکی (انگلیسی: Enos Stanley Kroenke؛ زاده ۲۹ ژوئیه ۱۹۴۷) یک بازرگان، میلیاردر آمریکایی و مالک شرکت ورزشی و تفریحی کرونکی که شرکت هلدینگ باشگاه های آرسنال (لیگ برتر انگلستان)، لس آنجلس رمز (ان‌اف‌ال)، دنور ناگتس (ان‌بی‌ای)، کلرادو آوالانچ (لیگ ملی هاکی)، کلرادو رپیدز (لیگ برتر فوتبال آمریکا)، کلرادو ماموت (لیگ ملی لاکراس)، لس آنجلس گلادیاتورز (لیگ اورواچ) و همچنین لس آنجلس گوریلاز (لیگ ندای وظیفه) است.